# Jelsa (kulturno-povijesna urbanistička cjelina)
Kulturno-povijesna urbanistička cjelina Jelse, općina Jelsa, zaštićeno kulturno dobro.

## Opis dobra
Jelsa se razvila u dnu uvale na sjevernoj strani Hvara. Povijesni kostur naselja oblikovan je iz aglomeracija nastalih uokolo crkava. U središtu mjesta na uzvišenju iznad glavnog trga je župna crkva. U 15. st. formira se prostor oko crkve sv. Ivana sa zgradama renesanse i baroka. Naselje se širilo po padini Banskog dolca. Uz središnju ulicu su zgrade baroknog, a na širem prostoru ruralnog karaktera. Na padini brežuljka Burkovo je crkva sv. Mihovila oko koje se razvijala Mala banda sa stambeno-gospodarskim sklopovima ruralnog karaktera. Obalnu liniju Male i nasuprotne Vele bande čini ujednačena fronta građevina kraja 19. st. i početka 20. st., a u središtu uvale je uređen veliki park.

## Zaštita
Pod oznakom Z-5705 zavedena je kao nepokretno kulturno dobro - kulturno-povijesna cjelina, pravna statusa zaštićena kulturnog dobra, klasificirano kao "urbana cjelina".